# Catocala juncta
Catocala juncta là một loài bướm đêm thuộc họ Erebidae. Nó được tìm thấy ở Tân Cương, Trung Quốc.